# Pro Alps
Pro Alps est une association suisse pour la conservation de la nature des Alpes, en particulier contre le trafic routier de transit. Anciennement nommée initiative des Alpes (en allemand Alpeninitiative, en italien Iniziativa delle Alpi, et en romanche Initiativa da las Alps), l'association a changé de nom fin novembre 2024.

## Histoire

Logo 2003-2024.

L'association « Initiative des Alpes - pour la protection des régions alpines contre le trafic de transit » a été créée en 1989 lorsque des écologistes de la région du massif du Saint-Gothard ont lancé une initiative populaire visant à interdire la traversée routière des Alpes pour le transit. L'initiative intitulée « Pour la protection des régions alpines contre le trafic de transit », qui récolte en moins d'une année les signatures nécessaires à sa validation, est acceptée en votation le 20 février 1994 contre l'avis de l'Assemblée fédérale et du Conseil fédéral ; comme résultat, la protection des Alpes fait maintenant partie de la Constitution de la Suisse.
Depuis la votation, l'organisation continue à soutenir de nombreuses initiatives et manifestations contre les transports routiers dans les Alpes en particulier avec la proposition de création d'une « bourse du transit alpin » (en allemand Alpentransitbörse) qui fixerait des droits de transit négociables pour les camions ; cette proposition a été jugée « réalisable » en 2006 par un projet de recherche du département fédéral de l'environnement, des transports, de l'énergie et de la communication.
L'association décerne chaque année un prix du transport absurde « Pierre du diable » et un prix d’encouragement « Cristal de roche ». Ces prix ont été décernés en 2019 à Swiss Air Deluxe qui exporte de l’air des Alpes en spray, et aux Repair Cafés.
Jusqu’en 2024, l’association a utilisé pour sa communication dans toutes les langues le texte en romanche « Initiativa da las Alps ». Depuis fin 2024, le terme « Pro Alps » est utilisé.

## Organisation
En 2010, l'association a son siège à Brigue et dispose de trois secrétariats : le plus important, situé à Altdorf, compte neuf employés, dont le directeur de l'association, le second, situé au siège, compte deux employés, alors qu'un secrétariat pour la Suisse romande et le Tessin situé à Fribourg emploie une personne.